# Agnone Bagni
Agnone Bagni est une station balnéaire située près des villes de Lentini, Carlentini et d'Augusta dans la province de Syracuse en Sicile. La côte couvre environ 79 400 m2 grâce à sa position géographique. De la station on peut voir l'Etna mais également une grande partie de la côte de la province de Catane.